# Mintoff
Mintoff est un patronyme maltais. 

## Étymologie
D'origine arabe, il apparaît pour la première fois comme nom de famille à Malte et à Gozo au XVe siècle, sous la forme Mintuf. 
Selon le linguiste maltais Mario Cassar, le nom Mintoff viendrait de l'arabe mintūf, « plumé», un sobriquet qui désignait peut-être une personne « sans poils », « imberbe » ([al-]Mentūf ou [el-]Mentouf en arabe). Le traditionniste arabe du VIIIe siècle ‘Abd Allāh b. ‘Ayyāh était par exemple surnommé El-Mentouf parce-qu'il avait l'habitude de s'arracher les poils de la barbe en parlant. 

## Distribution du patronyme dans le monde
Selon le site Forebears, 328 personnes portaient ce nom à Malte en 2014. En dehors de Malte, le nom Mintoff se rencontre notamment en Australie, au sein de la communauté maltaise (en). 
| Pays       | Nombre de personnes portant ce patronyme (2014) |
| ---------- | ----------------------------------------------- |
| Malte      | 328                                             |
| Australie  | 43                                              |
| Angleterre | 27                                              |
| États-Unis | 7                                               |
| Canada     | 5                                               |

## Personnalités portant ce patronyme
- Mintoff (homonymie)